# 胡塔 (海辛區)
胡塔（烏克蘭語：Гута）是烏克蘭的村落，位於該國西南部文尼察州，由海辛區負責管轄，面積0.52平方公里，海拔高度223米，2001年人口69，人口密度每平方公里133.72人。